# Gare de Hrebinka
La gare de Hrebinka  (ukrainien : Гребінка (станція)) est une gare ferroviaire qui est située à Hrebinka, dans l'oblast de Poltava en Ukraine.

## Histoire
Créée en 1895 sous le nom de Petrivka, elle se développe avec la création de ligne ferroviaire  vers Zolotonocha en 1897. Puis en 1901, la ligne de chemin de fer Darnytsia - Poltava.

## Service des voyageurs

### Accueil

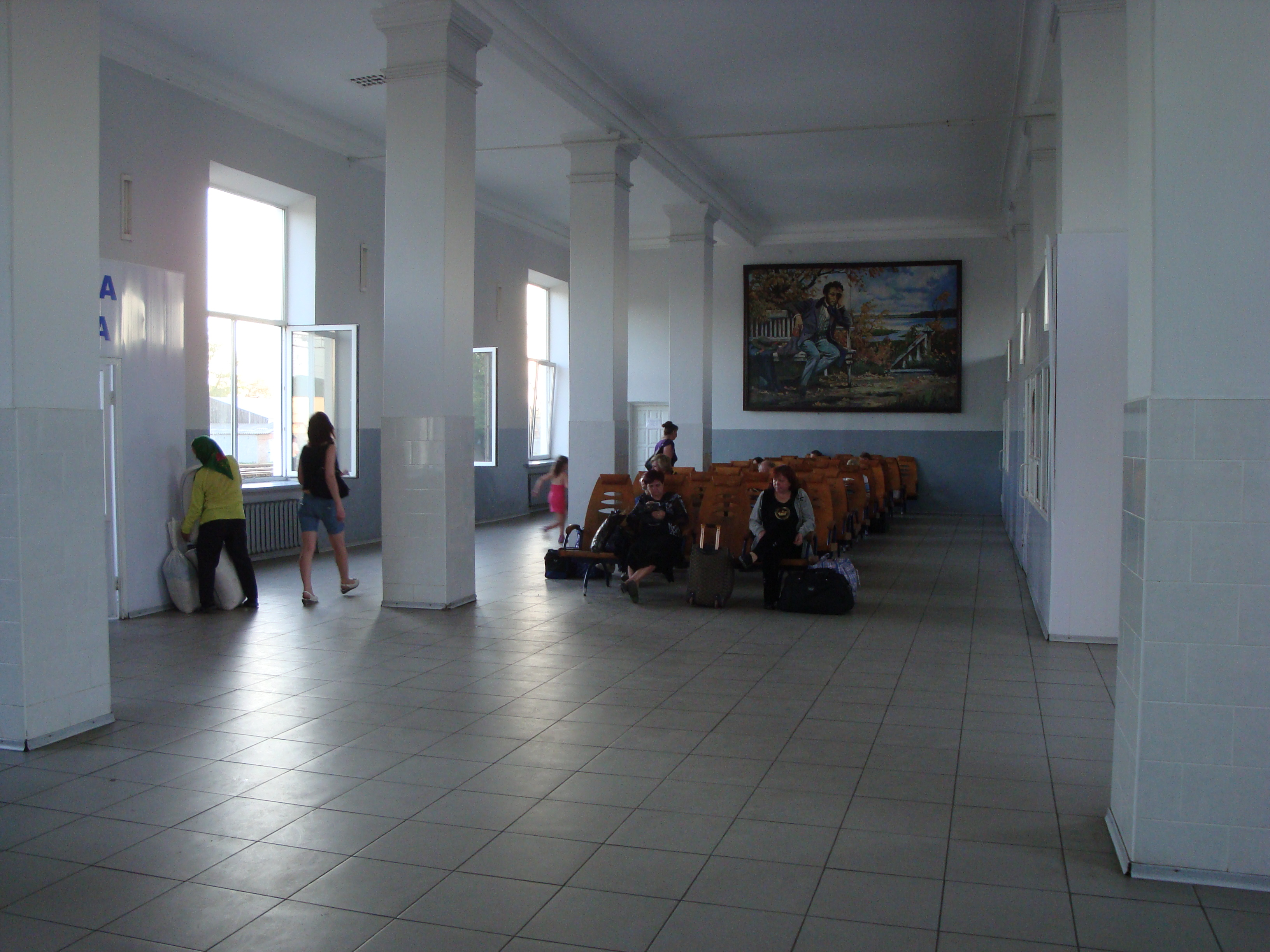
Intérieur du bâtiments voyageurs.
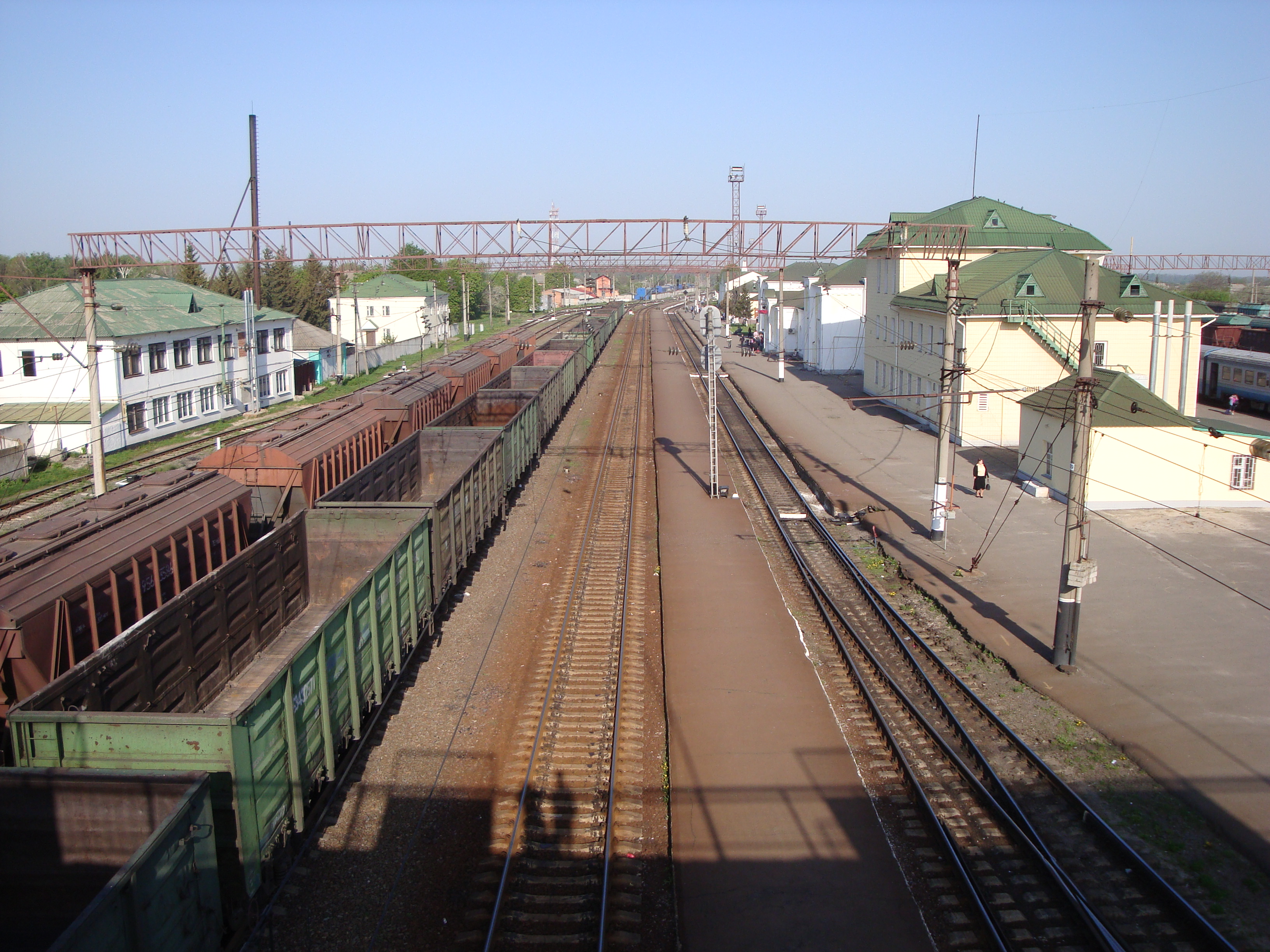
Côté quais.